# 川西機械製作所
川西機械製作所（かわにしきかいせいさくしょ）は第二次世界大戦まであった日本の機械製造メーカー。飛行機、繊維機械、衡器、真空管の製造を行った。
真空管の技術は、当時日本では最高水準のものと高い評価を得ていた。
戦後の戦時補償打ちきりで債務の整理を行うため、企業再建整備計画により第二会社を設立し解散。
第二会社の神戸工業は1968年に富士通と合併。その後、ラジオ部門が富士通テン（現・デンソーテン）として分離し創業地にて業務を行っている。

## 沿革

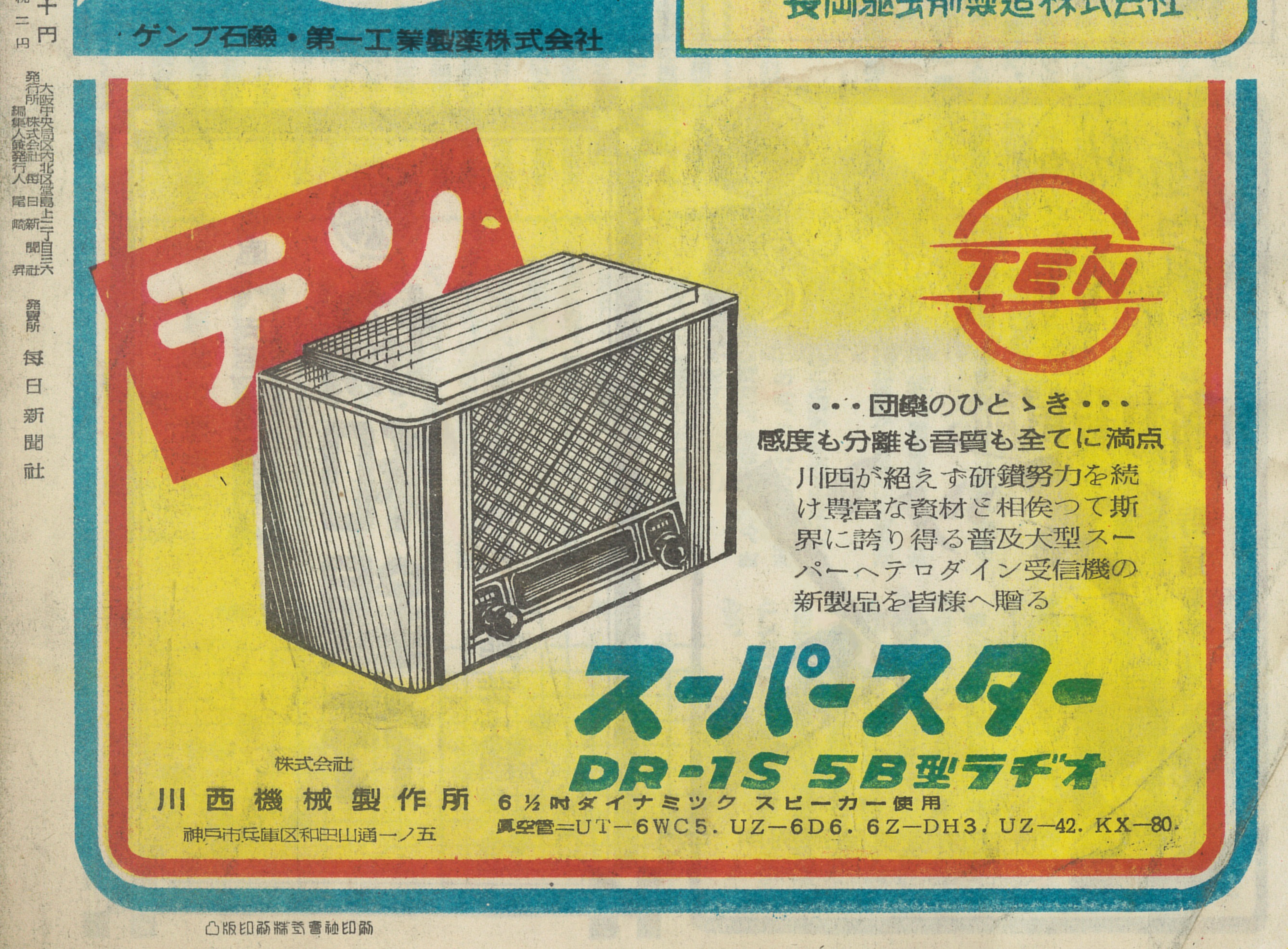
テンラジオの広告（1949年）

川西財閥を率いる川西清兵衛は1918年中島知久平の設立した飛行機研究所に出資し、日本飛行機製作所（後の中島飛行機）を設立したが、操業後1年余にして両者の間に意見の相違を来たし、川西家は中島氏と決別し神戸へ引き揚げた。
- 1920年　川西機械製作所を設立。飛行機、繊維機械の生産を開始（神戸市兵庫区の川西倉庫の1棟を改造利用）。
- 1922年　衡器の製造を開始。
- 1928年　飛行機部門を分離独立して、川西航空機株式會社（現・新明和工業）を設立（川西龍三が所長に就任）。
- 1932年　株式會社川西機械製作所に組織変更。
- 1934年　真空管の試作に着手。
- 1935年　通信機の製造開始。
- 1936年　真空管の量産移行。
- 1940年　大久保に通信機工場完成（現富士通明石工場）。
- 1943年　明石工場開設
- 1945年　衡器部門を明石工場へ移転、大和製衡株式會社として分離独立。
- 1946年　通信機用の商標“TEN”制定
- 1949年　企業再建整備計画により、株式會社川西機械製作所は神戸工業株式会社（現・デンソーテン）、灘琺瑯株式会社、小野硝子工業所の第二会社3社を設立し、解散清算事務に入る。